# Brünst (Lehrberg)
Brünst (fränkisch: „Brinst“) ist ein Gemeindeteil des Marktes Lehrberg im Landkreis Ansbach (Mittelfranken, Bayern). Die Gemarkung Brünst hat eine Fläche von 12,225 km². Sie ist in 1237 Flurstücke aufgeteilt, die eine durchschnittliche Fläche von 9882,47 m² haben. In ihr liegen neben dem namensgebenden Ort die Gemeindeteile Ballstadt, Gödersklingen, Kühndorf, Röshof, Schmalach, Walkmühle und Wüstendorf.

## Geografie
Unmittelbar südlich des Weilers entspringt der Schaltenbach, der rechte Oberlauf des Pulverbachs. 0,5 km westlich liegen die Waldgebiete Birkenschlag und Lehrberger Holz, 0,75 km nördlich grenzt das Waldgebiet Zimmerlach an. Unmittelbar nördlich des Orts verläuft die Kreisstraße AN 21, die nach Birkenfels (2 km nordwestlich) bzw. zur Staatsstraße 2255 bei Schmalach führt (0,3 km nordöstlich). Eine Gemeindeverbindungsstraße führt nach Ballstadt (1,7 km westlich) bzw. zur St 2255 (0,8 km südöstlich).

## Geschichte
Der Ort wurde 1222 als „Brunst“ erstmals urkundlich erwähnt. Aus dem Ortsnamen kann geschlossen werden, dass die Flur und die Siedlung durch Abbrennen von Wald entstanden ist (→ Brunst).
Gegen Ende des 18. Jahrhunderts gab es in Brünst 5 Anwesen (2 Höfe, 1 Halbhof, 1 Gütlein, 1 Schmiedgut) und ein Gemeindehirtenhaus. Das Hochgericht übte das brandenburg-ansbachische Hofkastenamt Ansbach aus. Die Dorf- und Gemeindeherrschaft hatte das Hofkastenamt Ansbach. Alle Anwesen hatten den Ansbacher Rat als Grundherrn. Von 1797 bis 1808 unterstand der Ort dem Justiz- und Kammeramt Ansbach.
1806 kam Brünst an das Königreich Bayern. Im Rahmen des Gemeindeedikts wurde 1808 der Steuerdistrikt Brünst gebildet, zu dem Ballstadt, Birkenfels, Gödersklingen, Kühndorf, Röshof, Schmalach, Walkmühle und Wüstendorf gehörten. Die Ruralgemeinde Brünst entstand 1811 und war deckungsgleich mit dem Steuerdistrikt. Sie war in Verwaltung und Gerichtsbarkeit dem Landgericht Ansbach zugeordnet und in der Finanzverwaltung dem Rentamt Ansbach (1919 in Finanzamt Ansbach umbenannt). 1836 wurde Birkenfels nach Kettenhöfstetten umgemeindet. Ab 1862 gehörte Brünst zum Bezirksamt Ansbach (1939 in Landkreis Ansbach umbenannt). Die Gerichtsbarkeit blieb bis 1870 beim Landgericht Ansbach, von 1870 bis 1879 war das Stadt- und Landgericht Ansbach zuständig, seit 1880 ist es das Amtsgericht Ansbach. Die Gemeinde hatte 1964 eine Gebietsfläche von 12,215 km². Am 1. Januar 1978 wurde Brünst Im Zuge der der Gebietsreform in Bayern in den Markt Lehrberg eingegliedert.

### Baudenkmäler
- Zwei mittelalterliche Grenzsteine, der sogenannte kleine und große Markmann, vielleicht Jagdgrenzsteine der Ansbacher Markgrafen und Freiherren von Crailsheim, beide in Gestalt eines aufrecht stehenden Menschen, aus Blasensandstein:[16][17]
  - Kleiner Markmann am Waldweg (Kirchweg) von Brünst nach Wernsbach
  - Großer Markmann südöstlich von Brunst, 300 m westlich der Kreisstraße

### Bodendenkmäler
In der Gemarkung Brünst gibt es sechs Bodendenkmäler.

### Einwohnerentwicklung
Gemeinde Brünst
| Jahr      | 1818   | 1840   | 1852   | 1855   | 1861   | 1867   | 1871   | 1875   | 1880   | 1885   | 1890   | 1895   | 1900   | 1905   | 1910   | 1919   | 1925   | 1933   | 1939   | 1946   | 1950   | 1952   | 1961   | 1970   |
| Einwohner | 391    | 448    | 443    | 433    | 451    | 457    | 472    | 449    | 424    | 395    | 376    | 395    | 377    | 371    | 386    | 397    | 392    | 377    | 360    | 611    | 592    | 532    | 418    | 363    |
| Häuser    | 72     | 72     |        |        |        |        | 81     |        |        | 77     | 79     |        | 80     |        |        |        | 72     |        |        |        | 72     |        | 74     |        |
| Quelle    | [ 19 ] | [ 20 ] | [ 21 ] | [ 21 ] | [ 22 ] | [ 23 ] | [ 24 ] | [ 25 ] | [ 26 ] | [ 27 ] | [ 28 ] | [ 21 ] | [ 29 ] | [ 21 ] | [ 30 ] | [ 21 ] | [ 31 ] | [ 21 ] | [ 21 ] | [ 21 ] | [ 32 ] | [ 21 ] | [ 13 ] | [ 33 ] |

Ort Brünst
| Jahr      | 001818 | 001840 | 001861 | 001871 | 001885 | 001900 | 001925 | 001950 | 001961 | 001970 | 001987 | 002008 |
| Einwohner | 47     | 47     | 47     | 56     | 43     | 40     | 40     | 64     | 44     | 36     | 28     | 38     |
| Häuser    | 7      | 7      |        |        | 8      | 8      | 7      | 8      | 8      |        | 8      |        |
| Quelle    | [ 19 ] | [ 20 ] | [ 22 ] | [ 24 ] | [ 27 ] | [ 29 ] | [ 31 ] | [ 32 ] | [ 13 ] | [ 33 ] | [ 34 ] | [ 1 ]  |

## Religion
Der Ort ist seit der Reformation evangelisch-lutherisch geprägt und nach St. Margaretha (Lehrberg) gepfarrt. Einige Anwesen waren bis 1829 nach St. Johannes (Wernsbach bei Ansbach) gepfarrt. Die Einwohner römisch-katholischer Konfession waren zunächst nach St. Ludwig (Ansbach) gepfarrt, seit 1970 ist die Pfarrei Christ König (Ansbach) zuständig.